# Етрик (Висконсин)
Етрик (енгл. Ettrick) град је у америчкој савезној држави Висконсин.

## Демографија
По попису из 2010. године број становника је 524, што је 3 (0,6%) становника више него 2000. године.
| Група             | 2000.       | 2010.       |
| Белци             | 514 (98,7%) | 509 (97,1%) |
| Афроамериканци    | 1 (0,2%)    | 1 (0,2%)    |
| Азијати           | 1 (0,2%)    | 0 (0,0%)    |
| Хиспаноамериканци | 0 (0,0%)    | 11 (2,1%)   |
| Укупно            | 521         | 524         |